# Subdivisões de Burquina Fasso
Burquina Fasso é dividido em 13 regiões, 45 províncias e 351 Comunas ou Departamentos.
1. Boucle du Mouhoun
2. Cascades
3. Centro
4. Centro-Este
5. Centro-Norte
6. Centro-Oeste
7. Centro-Sul
8. Este
9. Hauts-Bassins
10. Norte
11. Plateau-Central
12. Sahel
13. Sul-Oeste

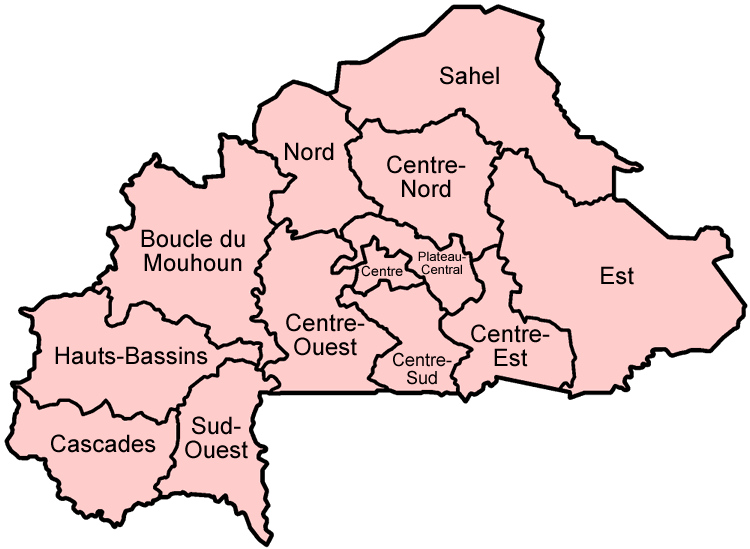
Regiões de Burkina Faso

As regiões são divididas em 45 províncias.

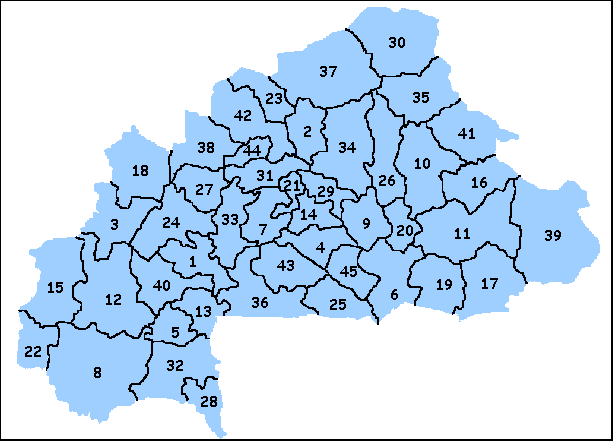
Províncias de Burquina Fasso

As províncias são divididas em 351 comunas ou departamentos